# 高盛高华证券
高盛高华证券有限责任公司，是高盛与北京高华证券于2004年12月13日成立的合资企业，总部位于北京，并在上海设有证券承销保荐分公司，提供投资银行服务，包括承销股票、债券与可转债等各类证券，以及收购兼并等财务顾问服务及其它相关服务。

## 历史
2021年4月22日，高盛通过将注册资本由80000万增资至109387.7551万人民币，稀释高华证券股权，从而将持有股份自33%提高至51%。
2021年10月17日，高盛宣布中国证监会已对高盛成为旗下中国合资企业高盛高华证券有限公司唯一股东的事项准予备案。
2021年11月11日，高盛收购高盛高华的全部股权，并将注册资本增加至278600万人民币，企业类型自中外合资变更为外国法人独资，并计划未来更名为高盛（中国）证券有限责任公司。